# Route de Bondy
La route de Bondy est une très ancienne voie située à Aulnay-sous-Bois,. Elle suit le tracé de la route départementale 41.

## Situation et accès

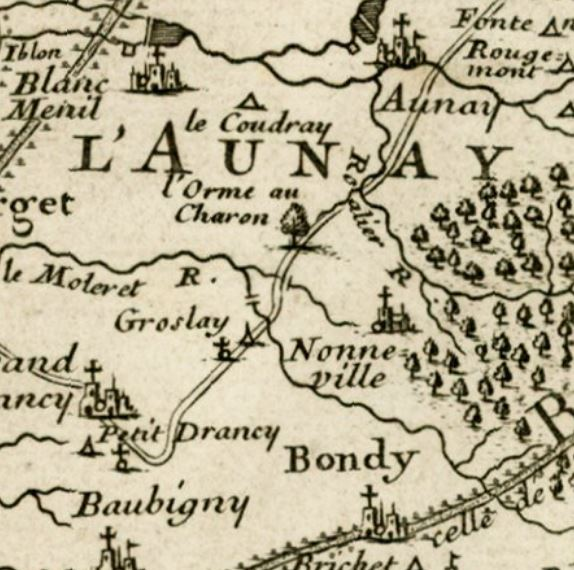
Nonneville sur la carte des environs de Paris, de Nicolas de Fer, en 1762.

Orientée du nord au sud, cette avenue commence son trajet à la ligne de La Plaine à Hirson et Anor (frontière) qui l'interrompit lors de sa construction en 1860.
C'est une longue avenue dont le tracé sinueux, et les nombreux platanes qui la bordent témoigne de l'ancienneté.
Elle rencontre notamment l'avenue de Nonneville puis la rue de Reims, où se trouve l'église Saint-Pierre, construite à l'emplacement de l'ancienne chapelle Saint-Jean-Baptiste, mentionnée en 1209.
Elle se termine à la limite de Bondy, dans l'axe de l'avenue Henri-Varagnat qui portait autrefois son nom, avant d'être renommée en hommage à un ancien maire de la commune.
Elle est desservie par la gare d'Aulnay-sous-Bois à laquelle elle mène.

## Origine du nom

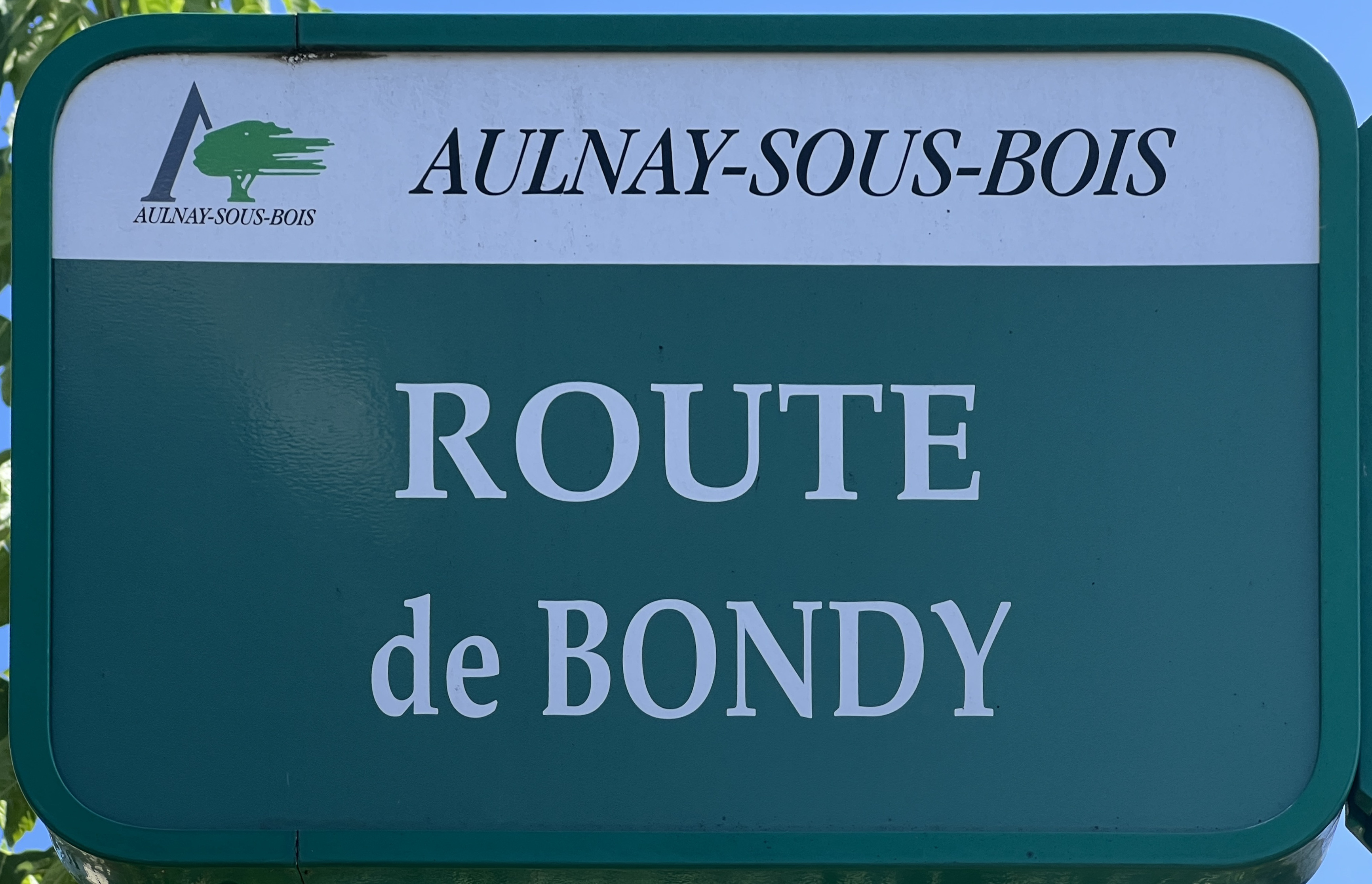
Plaque de la route.

Cette voie est l'ancien chemin qui mène à Bondy.

## Historique

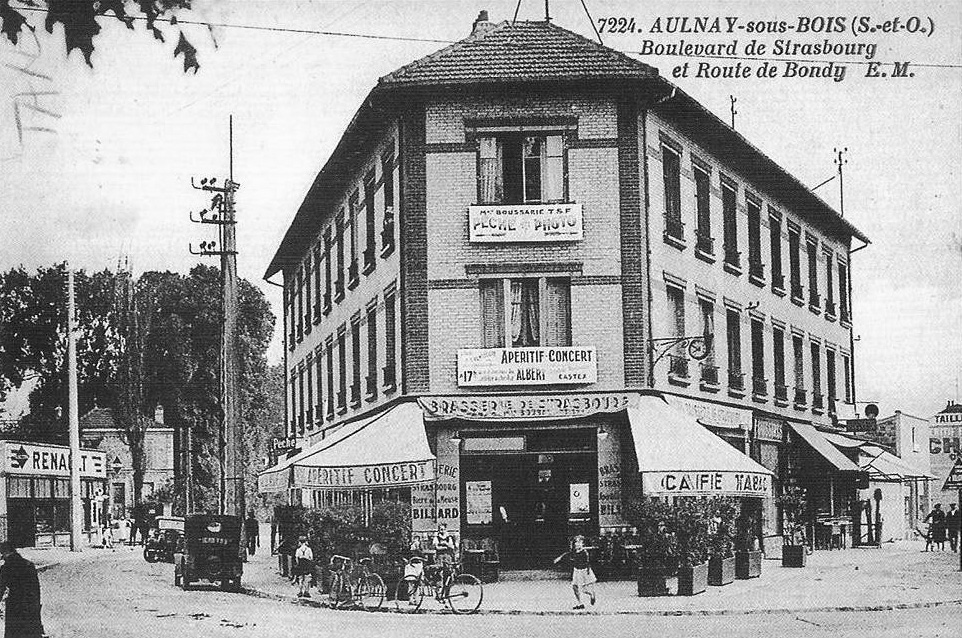
Bâtiment à l'intersection du boulevard de Strasbourg et de la route de Bondy.

Cette ancienne route se continuait au nord de la voie ferrée par l'avenue Anatole-France.
Plusieurs bâtiments témoignent encore de son passé animé.

## Bâtiments remarquables et lieux de mémoire
- À l'angle de la rue de la Division-Leclerc et au sud de la rue Alix, la seigneurie de Nonneville[8]. La ferme qui s'y trouvait[9] faisait partie de la seigneurie de Nonneville acquise en 1493 par Jacques Coitier[10].
- Lotissement du domaine de Nonneville, créé par la société Bernheim vers 1912[11],[12], au nord de l'ancienne ferme de Nonneville. Le plan de ce lotissement est fait de demi-cercles concentriques, dont les rayons convergent vers la place du Général-Leclerc, anciennement place Édouard-VII[13].
- Cimetière intercommunal de Bondy, ouvert en 1971.